# Bünzer Komitee
Das Bünzer Komitee war eine katholisch-konservative Gruppierung, die sich in den Jahren 1839 bis 1841 gegen den zunehmenden Liberalismus im Kanton Aargau zur Wehr setzte. Sie war nach ihrem Gründungsort Bünzen im Bezirk Muri benannt. Die Agitation des Komitees gegen eine Totalrevision der Aargauer Kantonsverfassung hatte im Januar 1841 einen bewaffneten Aufstand in katholischen Gegenden des Kantons zur Folge, der von den Regierungstruppen rasch niedergeschlagen wurde, worauf die Regierung im Aargauer Klosterstreit alle Klöster aufheben liess.

## Vorgeschichte
In den 1830er Jahren gehörte der Kanton Aargau zu den Vorreitern der Regeneration. Dabei verfolgten die Kantonsregierung und der Grosse Rat eine betont antiklerikale Politik gegen den Machtanspruch der Römisch-katholischen Kirche. Dies manifestierte sich insbesondere in den 1835 beschlossenen Badener Artikeln. Danach bemühten sich die Radikalliberalen jedoch um eine Verständigung zwischen Reformierten und Katholiken, die beide etwa die Hälfte der Bevölkerung stellten. Die nach dem Freiämtersturm erarbeitete Verfassung von 1831 schrieb eine Totalrevision nach zehn Jahren vor. Zunächst schienen Regierung und Opposition bestrebt zu sein, eine gütliche Einigung zu erzielen. Doch Anfang November 1839 begann die Stimmung zu kippen, als die Organisatoren von Volksversammlungen in Gebenstorf und Sisseln wegen «verfassungswidriger Umtriebe» eingeschüchtert wurden, da sie die Einsetzung eines Verfassungsrats gefordert hatten (die Verfassung teilte diese Aufgabe ausdrücklich dem Grossen Rat zu). Die Regierung fürchtete eine Machtübernahme der Konservativen ähnlich wie beim Züriputsch im Kanton Zürich und liess die Stimmung im ganzen Kanton durch die Bezirksämter genau überwachen.

## Gründung und Tätigkeit
Am 2. November 1839 trafen sich 41 Katholisch-Konservative aus dem Freiamt in Bünzen, um sich über die anstehende Verfassungsrevision zu beraten. Sie gründeten das Bünzer Komitee und wählten den Bezirksrichter Franz Xaver Suter aus Sins zum Präsidenten sowie den früheren Gerichtsschreiber Jakob Ruepp aus Sarmenstorf zum Vizepräsidenten. Zu den Mitgliedern gehörten mehrere Gemeindeammänner und Gemeindeschreiber. Das Komitee verfolgte nicht nur religiöse Ziele, sondern war auch bestrebt, die Volksrechte auszubauen. Am 2. Februar 1840 organisierte das Bünzer Komitee eine von mehreren Tausend Personen besuchte Volksversammlung in Mellingen. Eine dort verabschiedete Petition forderte die Anerkennung der katholischen und reformierten Konfession als Staatsreligion sowie eine vollständige konfessionelle Trennung des Kirchen- und Schulwesens, die nicht länger einer paritätischen Behörde überlassen werden dürften (dadurch sollte ein Paktieren der Reformierten mit liberalen Katholiken verhindert werden). Der Fortbestand der Klöster und ihrer Schulen sollte garantiert und die Aufnahme von Novizen wieder zugelassen werden. Die Gemeinden sollten ein Vetorecht gegen neue Gesetze erhalten und künftige Verfassungsrevisionen einem Verfassungsrat überlassen werden. Der Grosse Rat sollte nur noch 100 Mitglieder zählen, die ausnahmslos vom Volk direkt gewählt werden und je zur Hälfte katholisch und reformiert sein sollten. Vom Frühjahr 1840 an erschien in Bremgarten die von Ruepp redigierte Zeitung Der Freiämter.
Die Mellinger Petition vereinigte zwar im Freiamt mehrere Tausend Unterschriften auf sich, doch in den übrigen katholischen Regionen (besonders im josephinisch geprägten Fricktal) fand sie weitaus weniger Anklang. Auf entschiedene Ablehnung stiessen die Forderungen im reformierten Teil des Kantons. So fand am 23. November 1839 eine Gegenversammlung in Oberentfelden statt, um «Rechte und Freiheiten gegenüber den pfaffischen Söldlingen des Freiamtes zu wahren». Noch behielten die Gemässigten auf beiden Seiten die Oberhand und am 10. Dezember beschloss der Grosse Rat ohne Diskussion, die Revision einzuleiten. Der am 5. September 1840 verabschiedete Entwurf brachte einige Neuerungen, doch zu reden gaben fast ausschliesslich die Artikel über die Konfessionen und die geplante Aufhebung der Parität bei Grossratswahlen. In der aufgeheizten Stimmung hatte der Entwurf keine Chance: Bei der Volksabstimmung vom 5. Oktober wurde er deutlich mit 23'087 zu 3976 Stimmen abgelehnt. Anschliessend unternahm die vom Bünzer Komitee angeführte katholische Opposition grosse Anstrengungen, um die Massen des Volkes für ihre Anliegen zu gewinnen. Eine Volksversammlung am 29. November in Baden forderte erneut ultimativ die Beibehaltung der Parität, die konfessionelle Trennung und das Vetorecht. Der Grosse Rat, der an einem zweiten Entwurf arbeitete, ignorierte diese Forderungen völlig, beschloss aber auch mehrere Verbesserungen, darunter die Abschaffung des Zensuswahlrechts.
Das Bünzer Komitee verbreitete daraufhin eine anonyme Flugschrift, die nach Ansicht der Regierung von «ahndungswürdigen Verdächtigungen und argen Entstellungen der Wahrheit» nur so strotzte (zumindest sparte sie nicht mit groben Übertreibungen und Anwürfen). Angesichts der totalen Polarisierung entsprach das Ergebnis der Volksabstimmung vom 5. Januar 1841 den Erwartungen: Sämtliche reformierten Bezirken stimmten der neuen Verfassung überaus deutlich zu, sämtliche katholischen Bezirke lehnten sie weniger deutlich ab; das Gesamtergebnis lautete 16'051 Ja gegen 11'484 Nein. Den Ausschlag gaben der Bezirk Rheinfelden und der Kreis Baden mit ihrer knappen Ablehnung und der gemischtkonfessionelle Kreis Zurzach mit seiner knappen Zustimmung. Ausser einigen Protesterklärungen im Bezirk Muri blieb es zunächst ruhig. Doch die Regierung blieb wachsam und wies die Bezirksämter an, die Urheber der Flugschrift aufzuspüren; ebenso verteilte sie Munition an die liberalen Schutzvereine in Wohlen und Bremgarten.

## Gewaltsames Ende
Josef Leonz Weibel, Bezirksamtmann von Muri und radikaler Scharfmacher, gab der Regierung den Rat, gegen die Mitglieder des Bünzer Komitees eine Strafuntersuchung einzuleiten. Sie wies darauf ihn und seinem Amtskollegen Joachim Wey in Bremgarten an, alle Angeschuldigten gleichzeitig am Sonntagmorgen, dem 10. Januar 1841, um 4 Uhr früh heimlich festzunehmen. Da am 9. Januar Gerüchte im Freiamt kursierten, begann Wey bereits um 23 Uhr mit den Verhaftungen. Weibel hingegen holte sich die Unterstützung bewaffneter Landjäger und von Regierungsrat Franz Waller. Als sie die zwei ersten Gefangenen zum Amtshaus in Muri bringen wollten, stellte sich ihnen eine aufgebrachte Menschenmenge entgegen. Abt Adalbert Regli gelang es zunächst die Leute zu beruhigen. Doch nachdem Weibel nach Meienberg aufgebrochen war, um Suter zu verhaften, rückte die Menge bewaffnet gegen das Amtshaus vor und verlangte die Freilassung der Gefangenen. Waller hielt die Leute zunächst mit einer Pistole in Schach, musste dann aber zurückweichen. Im darauf folgenden Tumult wurde er schwer am Hinterkopf getroffen und zusammen mit den dort anwesenden Beamten eingesperrt. Weibel wurde in Meienberg ebenfalls festgesetzt und nach Muri gebracht. Dort griff die Menge auch den verhassten Klostergutverwalter Rudolf Lindenmann auf und prügelte ihn bewusstlos. In Bremgarten wurde Wey von einer aufgebrachten Menge ebenfalls schwer zusammengeschlagen und ein Pistolenschuss verfehlte ihn nur knapp. Die Aufrührer feierten die Befreiung der Gefangenen mit dem Aufstellen von Freiheitsbäumen und Ausschreitungen gegen Anhänger der Regierung.
Dem Bünzer Komitee entglitt die Situation völlig und es war nicht in der Lage, die darauf folgenden Aufstände im Freiamt zu verhindern. Als die Regierung am späten Nachmittag des 10. Januar von den Vorfällen in Muri und Bremgarten erfuhr, handelte sie rasch und zum Äussersten entschlossen. Sie mobilisierte sämtliche Elite- und Landwehrtruppen der reformierten Bezirke und ernannte Friedrich Frey-Herosé zum Oberkommandierenden. Ausserdem bat sie die Kantone Bern und Basel-Landschaft um militärische Unterstützung. Am Morgen des 11. Januar 1841 riefen fast im ganzen Freiamt die Sturmglocken zum bewaffneten Widerstand. Um elf Uhr kam es auf dem Langelenfeld nordwestlich von Villmergen zu einem Gefecht, bei dem zwei Soldaten und sieben Aufständische ums Leben kamen. Die überlegen bewaffneten Regierungstruppen besetzten am folgenden Tag Bremgarten und Muri. Die Entscheidung war in Villmergen bereits gefallen, als am Rohrdorferberg, im unteren Aaretal und im Limmattal weitere Unruhen ausbrachen. Doch die Aufständischen erkannten bald die Aussichtslosigkeit ihres Vorhabens und zerstreuten sich wieder. Als am Abend des 12. Januar die ersten Hilfstruppen aus Bern und Basel-Landschaft eintrafen, hatte die Aargauer Regierung die Lage bereits aus eigener Kraft unter Kontrolle gebracht. Die Truppen blieben zwei weitere Monate im Einsatz.

## Auswirkungen
Am 13. Januar 1841 berief die Regierung den Grossen Rat ein, um über den niedergeschlagenen Aufstand zu berichten. Der katholisch-liberale Grossrat Augustin Keller bezeichnete daraufhin in einer Brandrede die Klöster als Ursprung allen Übels und Drahtzieher des Aufstands. Mit 115 zu 19 Stimmen stimmte der Rat seinem Antrag auf sofortige Aufhebung aller Klöster zu. Die Regierung schritt unmittelbar zur Tat und forderte die Ordensleute ultimativ zum Verlassen des Kantons auf. Dadurch löste sie den Aargauer Klosterstreit aus, der den Konflikt zwischen liberalen und katholisch-konservativen Kantonen weiter zuspitzte. Gemäss altem Brauch liess die Regierung gegenüber den Teilnehmern des Aufstands Milde walten. Davon ausgenommen waren ausser gewöhnlichen Verbrechern die Anstifter und Anführer des Aufstands sowie alle Beamten, Behördenmitglieder und Geistlichen, die von sich aus an den Unruhen teilgenommen hatten. In vielen Fällen zogen sich die Verfahren bis 1844 hin. Über hundert Personen erhielten Strafen, die von zeitweiliger Suspendierung des Aktivbürgerrechts bis zu längerer Haft reichten. Sechs Mitglieder des Bünzer Komitees, darunter Franz Xaver Suter, wurden in Abwesenheit wegen Hochverrats und bewaffneten Aufruhrs zum Tod verurteilt. Die Regierung hob die Todesurteile bereits 1845 mit einer Amnestie auf, ohne dass eines vollstreckt worden wäre; hingegen blieben die übrigen Urteile in Kraft.